# Jaora
Jaora é uma cidade e um município no distrito de Ratlam, no estado indiano de Madhya Pradesh.

## Geografia
Jaora está localizada a 23° 38′ N, 75° 08′ L. Tem uma altitude média de 459 metros (1505 pés).

## Demografia
Segundo o censo de 2001, Jaora tinha uma população de 63 736 habitantes. Os indivíduos do sexo masculino constituem 51% da população e os do sexo feminino 49%. Jaora tem uma taxa de literacia de 62%, superior à média nacional de 59,5%: a literacia no sexo masculino é de 70% e no sexo feminino é de 54%. Em Jaora, 16% da população está abaixo dos 6 anos de idade.